# Lina Basquette
Lina Basquette, all'anagrafe Lena Copeland Baskette, (San Mateo, 9 aprile 1907 – Wheeling, 30 settembre 1994), è stata un'attrice e ballerina statunitense, la quale a una esperienza di successo come attrice bambina nel cinema muto dal 1916 al 1922 (tra i nove e i quindici anni d'età) fece seguire da adulta un'altrettanto intensa carriera di ballerina e di attrice che si protrasse fino al 1943.

## Biografia

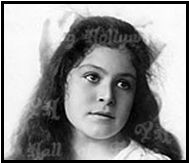
Lina Basquette a 10 anni

Nata Lena Copeland Baskette, figlia di Gladys Rosenberg e di Frank Baskette, il proprietario di un negozio. All'età di nove anni, girò il primo di una lunga serie di film: durante le riprese di Shoes, diretto da Lois Weber, uno dei suoi primi film, suo padre si suicidò. Una morte che, come ricorda l'attrice nella sua autobiografia, la segnò profondamente. Dal successivo matrimonio della madre con il coreografo Ernest Belcher nacque una sorellastra, Marge, che sarebbe diventata famosa come coreografa e ballerina con il nome di Marge Champion. Insieme a lei, la piccola Lena cominciò a studiare danza. Tra il 1916 e il 1922, si affermò come una delle più attive attrici bambine del periodo. 
Nel 1923, recatasi a New York con la madre, Lena danzò per John Murray Anderson che cambiò il suo nome in Basquette. A cambiarle il nome di Lena in Lina, fu invece il produttore Charles Dillingham. Ziegfeld la volle per i suoi spettacoli e la sedicenne Lina danzò alle Ziegfeld Follies di New York insieme a Louise Brooks. La grande Anna Pavlova, che l'aveva conosciuta quando aveva interpretato il suo unico film, The Dumb Girl of Portici, dopo averla rivista a New York, le propose di diventare sua allieva e sua erede, incontrando però il rifiuto della madre con suo grande dispiacere poiché la giovane attrice aveva come sogno il balletto classico.
Chiamata ufficialmente "America's Prima Ballerina", Lina continuò la sua carriera con Ziegfeld.
Il 4 luglio 1925, si sposò con Sam Warner (della Warner Bros.), incoraggiata anche dalla madre, che immaginava che il giovane Warner fosse ricco come la gran parte dei produttori di Hollywood. A diciannove anni era già madre e a venti vedova, dopo la morte di Sam causata da un ascesso al cervello complicato da una polmonite.
Nel 1928, il suo nome venne inserito nell'elenco delle WAMPAS Baby Stars, le giovani stelle emergenti dello spettacolo. L'anno seguente, girò un film diretta da Frank Capra.
Nel 1929, è la protagonista di Donna pagana, un ruolo per cui ancora oggi è ricordata e che ha dato spunto al titolo della sua autobiografia, Lina: DeMille's Godless Girl. Il film, girato nel momento in cui il cinema stava passando dal muto al sonoro, racconta la storia di una ragazza atea che si scontra ideologicamente con le idee cristiane di un giovane di cui si innamora. Mentre girava il film di DeMille, Lina cominciò una relazione con il direttore della fotografia J. Peverell Marley che sposò nel 1928.
Nella sua carriera, durata fino al 1943, girò una cinquantina di pellicole, compreso un film del 1991, Paradise Park, ritorno sullo schermo a 84 anni, nel ruolo di una nonna. Nella sua autobiografia, Basquette racconta della tumultuosa relazione che ebbe con il pugile Jack Dempsey e dei suoi numerosi mariti. Del tentativo di suicidio per la depressione che l'aveva colpita dopo che le era stata sottratta la figlia e dello stupro che aveva subìto, aggredita in casa.
Lina Basquette è morta di cancro nel 1994, all'età di 87 anni.

## Riconoscimenti
- WAMPAS Baby Stars (1928)
- Hollywood Walk of Fame (Star of Motion Pictures; 1529 Vine Street; February 8, 1960)
- Young Hollywood Hall of Fame (1908-1919)

## Filmografia
- The Dumb Girl of Portici, regia di Phillips Smalley e Lois Weber (1916)
- The Dance of Love, regia di Phillips Smalley e Lois Weber – cortometraggio (1916)
- Brother Jim – cortometraggio  (1916)
- The Grip of Crime, regia di George Cochrane – cortometraggio  (1916)
- Shoes, regia di Lois Weber (1916)
- The Human Cactus, regia di Rupert Julian – cortometraggio  (1916)
- The Caravan, regia di Raymond Wells – cortometraggio  (1916)
- Polly Put the Kettle On, regia di Douglas Gerrard  (1917)
- His Wife's Relatives, regia di Louis Chaudet – cortometraggio  (1917)
- The Gates of Doom, regia di Charles Swickard (1917)
- The Star Witness, regia di Henry MacRae – cortometraggio  (1917)
- A Dream of Egypt, regia di Marshall Stedman – cortometraggio  (1917)
- A Romany Rose, regia di Marshall Stedman – cortometraggio  (1917)
- A Prince for a Day, regia di Marshall Stedman – cortometraggio  (1917)
- Little Mariana's Triumph, regia di Marshall Stedman – cortometraggio  (1917)
- The Weaker Vessel, regia di Paul Powell (1919)
- Penrod, regia di Marshall Neilan (1922)
- Ranger of the North, regia di Jerome Storm (1927)
- Serenade, regia di Harry d'Abbadie d'Arrast (1927)
- The Noose, regia di John Francis Dillon (1928)
- Wheel of Chance, regia di Alfred Santell (1928)
- Donna pagana (The Godless Girl), regia di Cecil B. DeMille (1928)
- Celebrity, regia di Tay Garnett (1928)
- Show Folks, regia di Paul L. Stein (1928)
- La nuova generazione (The Younger Generation), regia di Frank Capra (1929)
- Come Across, regia di Ray Taylor (1929)
- The Dude Wrangler, regia di Richard Thorpe (1930)
- Goldie, regia di Benjamin Stoloff (1931)
- Pleasure, regia di Otto Brower (1931)
- Arizona Terror, regia di Phil Rosen (1931)
- The Hard Hombre, regia di Otto Brower (1931)
- Morals for Women, regia di Mort Blumenstock (1931)
- Trapped, regia di Kurt Neumann – cortometraggio  (1931)
- Mounted Fury, regia di Stuart Paton (1931)
- Arm of the Law, regia di Louis King (1931)
- Madre (The Midnight Lady), regia di Richard Thorpe (1932)
- Hello Trouble, regia di Lambert Hillyer (1932)
- Il lampo (The Phantom Express), regia di Emory Johnson  (1932)
- The Chump – cortometraggio  (1934)
- Giustizia! (The Final Hour), regia di D. Ross Lederman (1936)
- Anime sul mare (Soul at Sea), regia di Henry Hathaway (1937)
- L'isola delle perle (Bassa marea) (Ebb Tide), regia di James P. Hogan (1937)
- I filibustieri (The Buccaneer), regia di Cecil B. DeMille (1937)
- La rosa di Rio Grande (Rose of the Rio Grande), regia di William Nigh (1938)
- Il giuramento dei quattro (Four Men and a Prayer), regia di John Ford (1938)
- Who Calls – cortometraggio  (1942)
- A Night for Crime, regia di Alexis Thurn-Taxis (1943)
- Paradise Park, regia di Daniel Boyd (1991)

## Film, documentari o apparizioni tv dove appare Lina Basquette
- Juvenile Dancer – documentario, cortometraggio (1916)
- The Voice of Hollywood No. 15 – cortometraggio (1930)
- Fashion News – documentario, cortometraggio (1930)
- Screen Snapshots – documentario, cortometraggio (1932)
- The Mike Douglas Show – serie TV (1970)
- Jack L. Warner: The Last Mogul – documentario (1993)
- The Brothers Warner – documentario tv, materiali d'archivio (2007)

## Teatro
- Jack and Jill (Globe Theatre, Broadway, 1923)
- Nifties of 1923 (Fulton Theatre, Broadway, 1923)
- Ziegfeld Follies of 1924 (New Amsterdam Theatre, Broadway, 1924)
- Ziegfeld Follies of 1925 (New Amsterdam Theatre, Broadway, 1925)
- Rufus LeMaire's Affairs (Majestic Theatre, Broadway, 1927)